# Brussels Cycling Classic
La Brussels Cycling Classic (denominada hasta 2012 París-Bruselas) es una carrera ciclista profesional belga. Creada en 1893, es una semiclásica que se disputa en septiembre. Además es de las carreras ciclistas más antiguas que se disputan actualmente. 
La carrera ha tenido distintos puntos de partida y llegada. Originalmente se corría entre París y Bruselas (de ahí el nombre con el que históricamente es conocida) y debido a ello también era llamada la Carrera de las Dos Capitales. Luego pasó a disputarse desde el norte de Francia (Soissons) hasta Bruselas y desde 2013 tiene inicio y final en Bruselas. 
A pesar de los cambios de recorrido, la carrera siempre ha tenido un perfil básicamente llano durante buena parte de la ruta, con unos cuantos tramos con adoquines (pavé) y cotas, que endurecen significativamente la prueba. 
Durante varias ediciones comenzó en Soissons, en la región de la Picardía, 85 km al noroeste de París. En anteriores ediciones la carrera partió de ciudades como Noyon o Senlis. La carrera durante muchos años acabó en Anderlecht, delante del estadio de fútbol Constant Vanden Stock. En 2005 se volvió a hacer el cambio y se retornó a Bruselas, donde concluye, delante del Atomium.
El corredor que más veces se ha impuesto es el australiano Robbie McEwen, con cinco victorias, cuatro de ellas consecutivas.

## Historia
Fue creada en 1893 por los periodistas Lucensky y Minart de la Bicyclette, pero no fue hasta 1906 cuando se comenzó a disputar de manera continuada. Las dos primeras ediciones fueron disputadas por aficionados, pero a partir de 1907 fue una carrera destinada sólo a profesionales.
Hasta 1926 la carrera siempre superaba los 400 km de trazado, pero a partir de ese momento se fue reduciendo hasta los 220 km aproximadamente en la edición de 2012. La edición más rápida de la carrera fue la de 1975 con Freddy Maertens como ganador final, con una velocidad media de 46,11 km por hora.
Durante muchos años formó parte de las Clásicas de primavera, disputándose a finales de abril, entre la París-Roubaix y la Gante-Wevelgem. A partir de 1966 la prueba perdió parte de su prestigio, cuando las autoridades ciclistas neerlandesas decidieron promover su propia Clásica de primavera, la Amstel Gold Race. Además, la carrera se vio cada vez más afectada por problemas de tráfico entre las dos capitales. Esto provocó que no se corriera entre 1967 y 1972. Cuando en 1973 se reanudó la carrera se comenzó a celebrar a finales de septiembre, antes de la París-Tours. 
En 1996 se introdujo otra novedad: trasladar la prueba de un día entre semana al sábado. La calidad de los participantes se ha visto afectada por el traslado de la Vuelta a España a septiembre, en 1995. La coincidencia de fechas con la ronda española, merma la prueba ya que los grandes sprinters y clasicómanos suelen eliger la Vuelta, por su prestigio y para preparar el Mundial de ruta.
En 2005 se fusionó con el G. P. Eddy Merckx para afrontar con mejores garantías las dificultades financieras de la prueba e intentar dinamizarla. Año en el que se incorporó en los recién creados Circuitos Continentales UCI formando parte del UCI Europe Tour, dentro de la categoría 1.HC (máxima categoría de estos circuitos).
En 2013 por recomendación de la UCI el recorrido no podía tener más de 200 km. Debido a ello la histórica unión de los dos países no pudo realizarse y la carrera se hizo en un trazado de 197 km, con inicio y final en Bruselas y pasando a llamarse Brussels Cycling Classic.

## Palmarés
| Año                                                                  | Ganador                | Segundo                    | Tercero                    |
| -------------------------------------------------------------------- | ---------------------- | -------------------------- | -------------------------- |
| París-Bruselas                                                       |                        |                            |                            |
| 1893                                                                 | André Henry            | Charles Delbecque          | Fernand Augenault          |
| 1894-1905 ediciones no realizadas                                    |                        |                            |                            |
| 1906                                                                 | Albert Dupont          | Jean Patou                 | Guillaume Coeckelberg      |
| 1907                                                                 | Gustave Garrigou       | Charles Crupelandt         | Robert Wancour             |
| 1908                                                                 | Lucien Petit-Breton    | Cyrille van Hauwaert       | Louis Trousselier          |
| 1909                                                                 | François Faber         | Gustave Garrigou           | Eugène Christophe          |
| 1910                                                                 | Maurice Brocco         | Octave Lapize              | Cyrille van Hauwaert       |
| 1911                                                                 | Octave Lapize          | François Faber             | Charles Crupelandt         |
| 1912                                                                 | Octave Lapize          | Louis Luguet               | Oscar Egg                  |
| 1913                                                                 | Octave Lapize          | Cyrille van Hauwaert       | Charles Crupelandt         |
| 1914                                                                 | Louis Mottiat          | Louis Heusghem             | Joseph Van Daele           |
| 1915-1918 ediciones no realizadas debido a la Primera Guerra Mundial |                        |                            |                            |
| 1919                                                                 | Alexis Michiels        | Émile Masson               | Francis Pélissier          |
| 1920                                                                 | Henri Pélissier        | Louis Mottiat              | René Vermandel             |
| 1921                                                                 | Robert Reboul          | Arthur Claerhout           | Alfons Van Hecke           |
| 1922                                                                 | Felix Sellier          | Laurent Seret              | René Vermandel             |
| 1923                                                                 | Felix Sellier          | Maurice De Waele           | Alfons Van Hecke           |
| 1924                                                                 | Felix Sellier          | Gérard Debaets             | Marcel Colleu              |
| 1925                                                                 | Gérard Debaets         | Adelin Benoît              | Nicolas Frantz             |
| 1926                                                                 | Denis Verschueren      | Joseph Van Dam             | Felix Sellier              |
| 1927                                                                 | Nicolas Frantz         | Marcel Huot                | Maurice De Waele           |
| 1928                                                                 | George Ronsse          | Nicolas Frantz             | Hubert Opperman            |
| 1929                                                                 | Pé Verhaegen           | Maurice De Waele           | Nicolas Frantz             |
| 1930                                                                 | Ernest Mottard         | Jef Demuysere              | Leander Ghyssels           |
| 1931                                                                 | Jean Aerts             | Frans Bonduel              | Romain Gijssels            |
| 1932                                                                 | Julien Vervaecke       | Gérard Loncke              | George Ronsse              |
| 1933                                                                 | Albert Barthélémy      | Alfons Ghesquière          | Gerhard Esser              |
| 1934                                                                 | Frans Bonduel          | Edgard De Caluwé           | Romain Maes                |
| 1935                                                                 | Edgard De Caluwé       | Louis Hardiquest           | Frans Bonduel              |
| 1936                                                                 | Éloi Meulenberg        | Frans Bonduel              | Louis Hardiquest           |
| 1937                                                                 | Albert Beckaert        | Frans Bonduel              | Jules Lowie                |
| 1938                                                                 | Marcel Kint            | Romain Maes                | Léon Louyet                |
| 1939                                                                 | Frans Bonduel          | Albert Hendrickx           | Lucien Storme              |
| 1940-1945 ediciones no realizadas debido a la Segunda Guerra Mundial |                        |                            |                            |
| 1946                                                                 | Albéric Schotte        | Sylvain Grysolle           | André Declerck             |
| 1947                                                                 | Ernest Sterckx         | Maurice Desimpelaere       | Alphonse De Vreese         |
| 1948                                                                 | Lode Poels             | Albert Sercu               | Jean Bogaerts              |
| 1949                                                                 | Maurice Diot           | Emmanuel Thoma             | Jacques Moujica            |
| 1950                                                                 | Rik Van Steenbergen    | Guy Lapébie                | Karel De Baere             |
| 1951                                                                 | Jean Guéguen           | Bernard Gauthier           | Jean Baldassari            |
| 1952                                                                 | Albéric Schotte        | Marcel Dussault            | Roger De Corte             |
| 1953                                                                 | Loretto Petrucci       | Albéric Schotte            | Lode Anthonis              |
| 1954                                                                 | Marcel Hendrickx       | Germain Derycke            | Ferdinand Kübler           |
| 1955                                                                 | Marcel Hendrickx       | Gilbert Scodeller          | Germain Derycke            |
| 1956                                                                 | Rik Van Looy           | Bernard Gauthier           | Rik Van Steenbergen        |
| 1957                                                                 | Leon Van Daele         | Raymond Impanis            | Jan Adriaensens            |
| 1958                                                                 | Rik Van Looy           | Pino Cerami                | Armand Desmet              |
| 1959                                                                 | Frans Schoubben        | Willy Vannitsen            | Miguel Poblet              |
| 1960                                                                 | Pierre Everaert        | André Darrigade            | Jean Graczyk               |
| 1961                                                                 | Pino Cerami            | Gilbert Desmet             | Frans Schoubben            |
| 1962                                                                 | Joseph Wouters         | Noël Foré                  | Martin van Geneugden       |
| 1963                                                                 | Jean Stablinski        | Tom Simpson                | Peter Post                 |
| 1964                                                                 | Georges Van Coningsloo | Rik Van Looy               | Benoni Beheyt              |
| 1965                                                                 | Edward Sels            | Roger Verheyden            | Willy Bocklandt            |
| 1966                                                                 | Felice Gimondi         | Willy Planckaert           | Rik Van Looy               |
| 1967-1972 ediciones no realizadas                                    |                        |                            |                            |
| 1973                                                                 | Eddy Merckx            | Frans Verbeeck             | Rik Van Linden             |
| 1974                                                                 | Marc Demeyer           | Roger de Vlaeminck         | Roger Rosiers              |
| 1975                                                                 | Freddy Maertens        | Eddy Merckx                | Andre Dierickx             |
| 1976                                                                 | Felice Gimondi         | Hennie Kuiper              | Antoine Houbrechts         |
| 1977                                                                 | Ludo Peeters           | Marc Demeyer               | Bernard Hinault            |
| 1978                                                                 | Jan Raas               | Gerrie Knetemann           | Jean-Luc Vandenbroucke     |
| 1979                                                                 | Ludo Peeters           | Andre Dierickx             | Martin Havik               |
| 1980                                                                 | Pierino Gavazzi        | Marc Demeyer               | Jean-Philippe Vandenbrande |
| 1981                                                                 | Roger de Vlaeminck     | Jan Raas                   | Jan Bogaert                |
| 1982                                                                 | Jacques Hanegraaf      | Pascal Jules               | Johan van der Velde        |
| 1983                                                                 | Tommy Prim             | Daniel Rossel              | Rolf Hofeditz              |
| 1984                                                                 | Eric Vanderaerden      | Charly Mottet              | Eric van Lancker           |
| 1985                                                                 | Adrie van der Poel     | Jean-Philippe Vandenbrande | Pierino Gavazzi            |
| 1986                                                                 | Guido Bontempi         | Sean Kelly                 | Johan Capiot               |
| 1987                                                                 | Wim Arras              | Jozef Lieckens             | Eric Vanderaerden          |
| 1988                                                                 | Rolf Gölz              | Laurent Fignon             | Marnix Lameire             |
| 1989                                                                 | Jelle Nijdam           | Carlo Bomans               | Marcel Wüst                |
| 1990                                                                 | Franco Ballerini       | Michel Dernies             | Danny Neskens              |
| 1991                                                                 | Brian Holm             | Olaf Ludwig                | Johan Museeuw              |
| 1992                                                                 | Rolf Sørensen          | Frans Maassen              | Phil Anderson              |
| 1993                                                                 | Francis Moreau         | Jelle Nijdam               | Johan Museeuw              |
| 1994                                                                 | Rolf Sørensen          | Franco Ballerini           | Sean Yates                 |
| 1995                                                                 | Frank Vandenbroucke    | Frank Corvers              | Rolf Sørensen              |
| 1996                                                                 | Andrea Tafi            | Johan Museeuw              | Michele Bartoli            |
| 1997                                                                 | Alessandro Bertolini   | Andréi Chmil               | Andrea Tafi                |
| 1998                                                                 | Stefano Zanini         | Mirko Celestino            | Michele Bartoli            |
| 1999                                                                 | Romāns Vainšteins      | Beat Zberg                 | Fabio Baldato              |
| 2000                                                                 | Max van Heeswijk       | Frank Høj                  | Ludovic Capelle            |
| 2001                                                                 | Emmanuel Magnien       | Niko Eeckhout              | Romāns Vainšteins          |
| 2002                                                                 | Robbie McEwen          | Olaf Pollack               | Jans Koerts                |
| 2003                                                                 | Kim Kirchen            | László Bodrogi             | Maryan Hary                |
| 2004                                                                 | Nick Nuyens            | Philippe Gilbert           | Allan Johansen             |
| 2005                                                                 | Robbie McEwen          | Stefan van Dijk            | Jean-Patrick Nazon         |
| 2006                                                                 | Robbie McEwen          | Tom Boonen                 | Steven de Jongh            |
| 2007                                                                 | Robbie McEwen          | Jeremy Hunt                | Honorio Machado            |
| 2008                                                                 | Robbie McEwen          | Gert Steegmans             | Luca Paolini               |
| 2009                                                                 | Matthew Goss           | Allan Davis                | Kristof Goddaert           |
| 2010                                                                 | Fran Ventoso           | Romain Feillu              | Stefan van Dijk            |
| 2011                                                                 | Denís Galimziánov      | Yauheni Hutarovich         | Anthony Ravard             |
| 2012                                                                 | Tom Boonen             | Mark Renshaw               | Óscar Freire               |
| Brussels Cycling Classic                                             |                        |                            |                            |
| 2013                                                                 | André Greipel          | John Degenkolb             | Nacer Bouhanni             |
| 2014                                                                 | André Greipel          | Elia Viviani               | Arnaud Démare              |
| 2015                                                                 | Dylan Groenewegen      | Roy Jans                   | Tom Boonen                 |
| 2016                                                                 | Tom Boonen             | Arnaud Démare              | Nacer Bouhanni             |
| 2017                                                                 | Arnaud Démare          | Marko Kump                 | André Greipel              |
| 2018                                                                 | Pascal Ackermann       | Jasper Stuyven             | Thomas Boudat              |
| 2019                                                                 | Caleb Ewan             | Pascal Ackermann           | Jasper Philipsen           |
| 2020                                                                 | Tim Merlier            | Davide Ballerini           | Nacer Bouhanni             |
| 2021                                                                 | Remco Evenepoel        | Aimé De Gendt              | Tosh Van der Sande         |
| 2022                                                                 | Taco van der Hoorn     | Thimo Willems              | Tobias Bayer               |
| 2023                                                                 | Arnaud Démare          | Tobias Lund Andresen       | Jordi Meeus                |
| 2024                                                                 | Jonas Abrahamsen       | Biniam Girmay              | Kaden Groves               |
| 2025                                                                 | Tim Merlier            | Alexis Renard              | Arnaud De Lie              |

## Palmarés por países
| País         | Victorias |
| ------------ | --------- |
| Bélgica      | 51        |
| Francia      | 17        |
| Italia       | 9         |
| Australia    | 7         |
| Países Bajos | 6         |
| Alemania     | 4         |
| Dinamarca    | 3         |
| Luxemburgo   | 3         |
| España       | 1         |
| Letonia      | 1         |
| Rusia        | 1         |
| Suecia       | 1         |
| Noruega      | 1         |